# 山崎郷家
山崎 郷家(やまざき さといえ、生没年不詳)は、江戸時代初期の仙台藩藩士。近江国佐々木氏族山崎氏の一族。通称は平左衛門。諱は郷家。石高は350石。子は山崎平太左衛門。

豊臣氏に仕えたが、大坂の陣で豊臣氏が滅亡したために伊達政宗に仕えて仙台藩士となる。